# بارا بیگهای
بارا بیگهای (به لاتین: Bara Bighai) یک منطقهٔ مسکونی در بنگلادش است که در ناحیه پتوکالی واقع شده‌است.